# 京都府道448号和知停車場線
京都府道448号和知停車場線（きょうとふどう448ごう わちていしゃじょうせん）は、京都府船井郡京丹波町を通る一般府道である。

## 概要
JR西日本山陰本線 和知駅から船井郡京丹波町本庄の兵庫県道・京都府道59号市島和知線交点に至る。
JR西日本山陰本線 和知駅前のわずかな府道。

### 路線データ
- 起点：船井郡京丹波町本庄（JR西日本山陰本線 和知駅前）
- 終点：船井郡京丹波町本庄（本庄交差点、兵庫県道・京都府道59号市島和知線交点）

## 地理

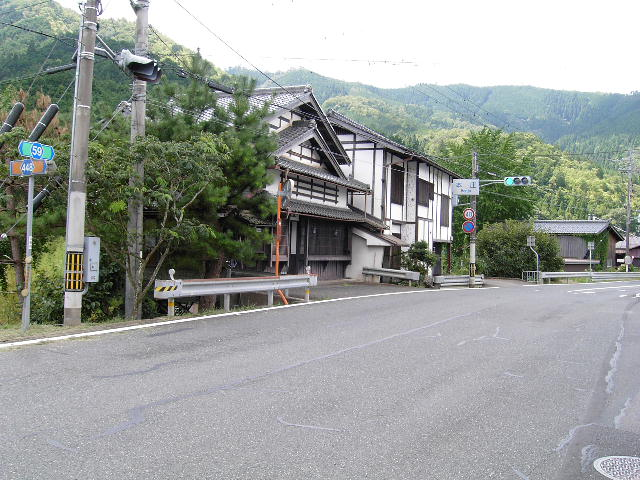
兵庫県道・京都府道59号市島和知線との接続点
船井郡京丹波町本庄

### 通過する自治体
- 船井郡京丹波町

### 交差する道路
| 交差する道路                     | 交差する場所 | 交差する場所      |
| -------------------------------- | ------------ | ----------------- |
| 兵庫県道・京都府道59号市島和知線 | 本庄         | 本庄交差点 / 終点 |

### 沿線
- JR西日本山陰本線 和知駅
- 南丹警察署 和知駐在所
- 京都北都信用金庫 和知支店
- 和知郵便局
- 京丹波町役場 和知支所（旧・和知町役場）
- たんぽぽの里保育園